# ホ301
ホ301/ホ三〇一は、大日本帝国陸軍の航空機関砲。

## 概要
研究開発は陸軍航空技術研究所による。口径40mm。構造はエリコンFF 20 mm 機関砲と同様のAPIブローバック方式。

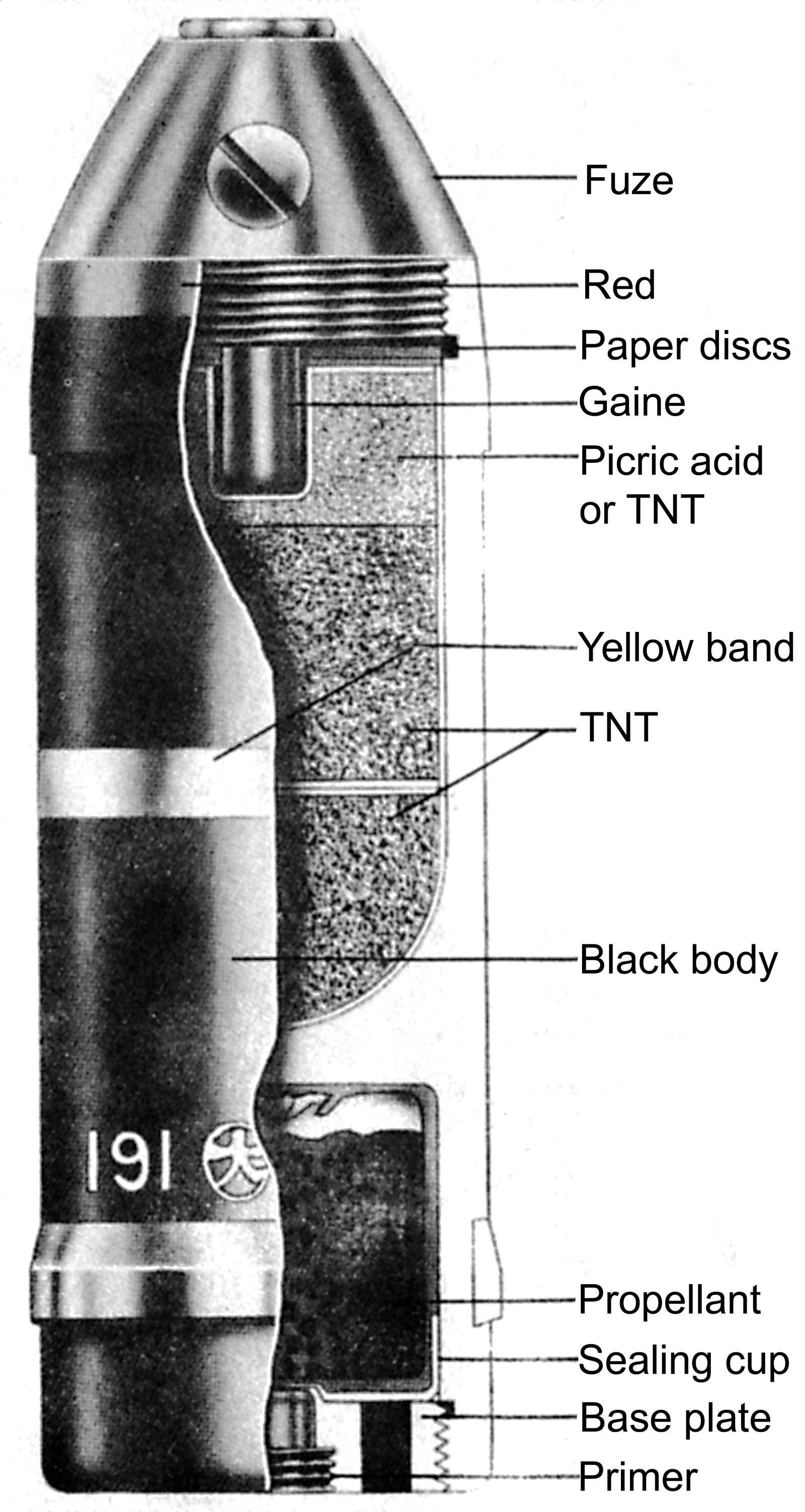
榴弾

砲弾には、独立した薬莢はなく、装薬は砲弾の尾部の筒状の部分に詰められ、薬莢に当たる部分は弾頭とともに発射される。この構造から、「ロケット弾」と呼ばれることもあるが、装薬の燃焼は弾が砲身から射出される以前に終了する為、厳密にはロケット弾には該当しない。現代において表現するならば、ケースレス弾薬と言える。
大口径の割りに比較的反動が少なく（反動は約800kg）、砲自体も軽量だが初速が遅く弾道特性も悪いため、かなり接近して射撃しなくてはならなかった。それでも100発撃つごとに機体のリベットの緩みを点検する必要があったという。
弾種はホ301甲、榴弾、代用弾（演習弾）である。
二式単座戦闘機「鍾馗」二型乙（キ44-II乙）の翼砲として2門、二式複座戦闘機「屠龍」戊型（キ45改戊）の胴体に1門装備した。このうち、ホ301とともに電波兵器であるタキ2号を搭載した二式複戦戊型は試作にとどまったが、二式単戦二型乙は実戦に投入され、帝国陸軍トップ・エースである上坊良太郎大尉操縦機などがB-29撃墜の戦果を挙げている。